# 24-та мотострілецька дивізія (СРСР)
24-та мотострілецька Самаро-Ульяновська, Бердичівська ордена Жовтневої Революції тричі Червонопрапорна, орденів Суворова і Богдана Хмельницького Залізна дивізія (24 МСД, в/ч 82715) — військове з'єднання Сухопутних військ Радянської армії, що існувало у 1957—1992 роках. Дивізія була створена 4 червня 1957 року на основі 24-ї стрілецької дивізії у місті Яворів, Львівська область. Дивізія мала статус розгорнутої зменшеного штату, тому була укомплектована особовим складом і технікою на 75% (8000 осіб) від штатної чисельності.
Після розпаду СРСР у 1992 році, увійшла до складу Збройних сил України як 24-та механізована дивізія, у 2003 році була переформована як 24-та окрема механізована бригада.

## Історія
Створена 4 червня 1957 року на основі 24-ї стрілецької дивізії у місті Яворів, Львівська область.
Реорганізація від 19 лютого 1962 року:
- створено 86-й окремий ремонтно-відновлювальний батальйон
- створено 361-й окремий ракетний дивізіон

У травні 1962 створено 15-й окремий танковий батальйон.
У 1968 році 306-й окремий саперний батальйон було перейменовано на 306-й окремий інженерно-саперний батальйон.
Реорганізація від 15 листопада 1972 року:
- створено 509-й окремий протитанковий артилерійський дивізіон
- створено 00 окремий реактивний артилерійський дивізіон - включений до складу артилерійського полку у травні 1980

Від 21 лютого 1978 року нагороджено Орденом Жовтневої Революції.
У 1980 році 53-й окремий автомобільний транспортний батальйон було переформовано на  396-й окремий батальйон матеріального забезпечення.
У 1982 році були розпочаті приготування до розгортання цієї дивізії у окремий армійський корпус, аналогічно як і з 120-ї гвардійської мотострілецької дивізії, але це розгортання було скасоване ще до завершення, яке планувалося на 1 червня 1982.
У 1985 році 15-й окремий танковий батальйон було розформовано.
Від січня 1992 року перейшла під юрисдикцію України як 24-та механізована дивізія.

## Структура
Протягом історії з'єднання його стурктура та склад неодноразово змінювались.

### 1960
- 7-й мотострілецький полк (Львів, Львівська область)
- 274-й мотострілецький полк (Яворів, Львівська область)
- 310-й мотострілецький полк (Рава-Руська, Львівська область)
- 181-й танковий полк (Яворів, Львівська область)
- 849-й артилерійський полк (Яворів, Львівська область)
- 257-й гвардійський зенітний артилерійський полк (Яворів, Львівська область)
- 29-й окремий розвідувальний батальйон (Рава-Руська, Львівська область)
- 306-й окремий саперний батальйон (Яворів, Львівська область)
- 56-й окремий батальйон зв'язку (Яворів, Львівська область)
- 280-та окрема рота хімічного захисту (Брюховичі, Львівська область)
- 66-й окремий санітарно-медичний батальйон (Рава-Руська, Львівська область)
- 53-й окремий автомобільний транспортний батальйон (Яворів, Львівська область)

### 1970
- 7-й мотострілецький полк (Львів, Львівська область)
- 274-й мотострілецький полк (Яворів, Львівська область)
- 310-й мотострілецький полк (Рава-Руська, Львівська область)
- 181-й танковий полк (Яворів, Львівська область)
- 849-й артилерійський полк (Яворів, Львівська область)
- 257-й гвардійський зенітний артилерійський полк (Яворів, Львівська область)
- 15-й окремий танковий батальйон (Львів, Львівська область)
- 361-й окремий ракетний дивізіон (Яворів, Львівська область)
- 29-й окремий розвідувальний батальйон (Рава-Руська, Львівська область)
- 306-й окремий інженерно-саперний батальйон (Яворів, Львівська область)
- 56-й окремий батальйон зв'язку (Яворів, Львівська область)
- 280-та окрема рота хімічного захисту (Брюховичі, Львівська область)
- 86-й окремий ремонтно-відновлювальний батальйон (Яворів, Львівська область)
- 66-й окремий санітарно-медичний батальйон (Рава-Руська, Львівська область)
- 53-й окремий автомобільний транспортний батальйон (Яворів, Львівська область)

### 1980
- 7-й мотострілецький полк (Львів, Львівська область)
- 274-й мотострілецький полк (Яворів, Львівська область)
- 310-й мотострілецький полк (Рава-Руська, Львівська область)
- 181-й танковий полк (Яворів, Львівська область)
- 849-й артилерійський полк (Яворів, Львівська область)
- 257-й гвардійський зенітний ракетний полк (Яворів, Львівська область)
- 15-й окремий танковий батальйон (Львів, Львівська область)
- 361-й окремий ракетний дивізіон (Яворів, Львівська область)
- 509-й окремий протитанковий артилерійський дивізіон (Рава-Руська, Львівська область)
- 29-й окремий розвідувальний батальйон (Рава-Руська, Львівська область)
- 306-й окремий інженерно-саперний батальйон (Яворів, Львівська область)
- 56-й окремий батальйон зв'язку (Яворів, Львівська область)
- 280-та окрема рота хімічного захисту (Брюховичі, Львівська область)
- 86-й окремий ремонтно-відновлювальний батальйон (Яворів, Львівська область)
- 66-й окремий медичний батальйон (Рава-Руська, Львівська область)
- 396-й окремий батальйон матеріального забезпечення (Яворів, Львівська область)

### 1988
- 7-й мотострілецький полк (Львів, Львівська область)
- 274-й мотострілецький полк (Яворів, Львівська область)
- 310-й мотострілецький полк (Рава-Руська, Львівська область)
- 181-й танковий полк (Яворів, Львівська область)
- 849-й артилерійський полк (Яворів, Львівська область)
- 257-й гвардійський зенітний артилерійський полк (Яворів, Львівська область)
- 361-й окремий ракетний дивізіон (Яворів, Львівська область)
- 509-й окремий протитанковий артилерійський дивізіон (Рава-Руська, Львівська область)
- 29-й окремий розвідувальний батальйон (Рава-Руська, Львівська область)
- 306-й окремий інженерно-саперний батальйон (Яворів, Львівська область)
- 56-й окремий батальйон зв'язку (Яворів, Львівська область)
- 280-та окрема рота хімічного захисту (Брюховичі, Львівська область)
- 86-й окремий ремонтно-відновлювальний батальйон (Яворів, Львівська область)
- 66-й окремий медичний батальйон (Рава-Руська, Львівська область)
- 396-й окремий батальйон матеріального забезпечення (Яворів, Львівська область)

## Командири

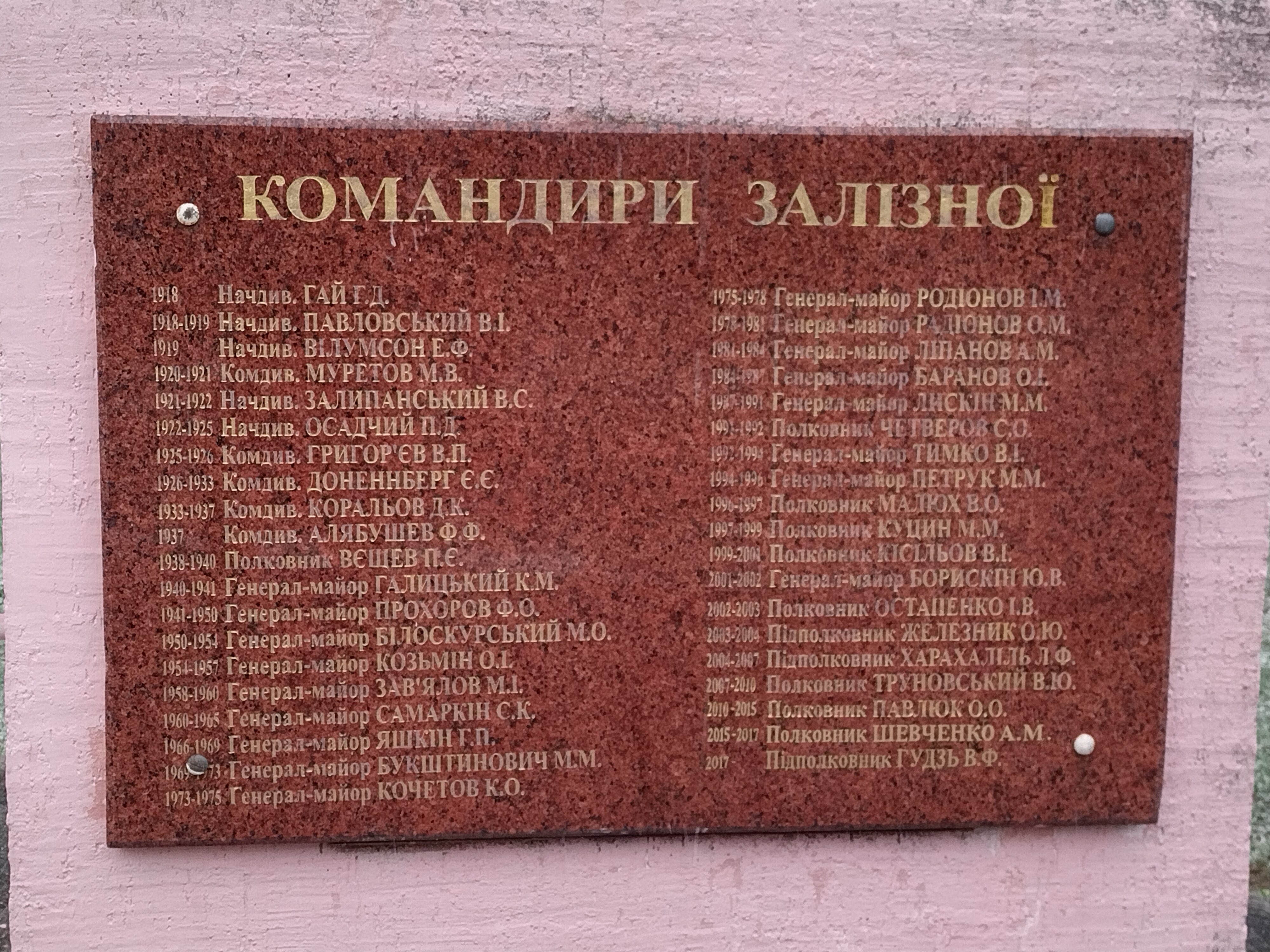
Меморіальна дошка командирів

- (07.03.1958—22.09.1960) генерал-майор Зав'ялов Микола Іванович
- (22.09.1960—20.12.1965) генерал-майор Самаркін Степан Кузьмич
- (01.03.1966—14.10.1969) генерал-майор Яшкін Григорій Петрович
- (14.10.1969—15.031973) генерал-майор Букштинович Михайло Михайлович
- (15.03.1973—05.1975) генерал-майор Кочетов Костянтин Олексійович
- (1975—02.1978) генерал-майор Родіонов Ігор Миколайович
- (1978—1981) генерал-майор Родіонов Олексій Михайлович
- (1981—1984) генерал-майор Ліпанов Анатолій Миколайович
- (1984—1987) генерал-майор Баранов Олександр Іванович
- (1987—1991) генерал-майор Лискін Микола Миколайович
- (1991—1992) полковник Четверов С. О.

## Розташування
- Штаб (Яворів).
- Яворівські казарми.
- Рава-Руські казарми.
- Брюховичські казарми.
- Львівські казарми.

## Оснащення
Оснащення на 19.11.90 (за умовами УЗЗСЄ):
- Штаб дивізії: 1 ПРП-3, 1 Р-145БМ, 1 Р-156БТР та 1 ПУ-12
- 7-й мотострілецький полк: без танків, 138 БТР-70, 6 БТР-60, 5 БМП-2, 3 БМР-1К, 12 122-мм гаубиця Д-30, 2 ПРП-3, 3 1В18, 1 1В19, 2 МТП, 5 Р-145БМ, 2 ПУ-12, 1 МТУ-20, 1 МТ-55А та 12 МТ-ЛБТ
- 274-й мотострілецький полк: 59 Т-72, 23 БМП-2, 6 БРМ-1К, 18 2С1 «Гвоздика», 2 ПРП-3, 4 БМП-1КШ, 3 РХМ, 1 БРЕМ-2, 1 МТП-1, 6 1В18, 1 ПУ-12, 1 МТУ-20, 1 МТ-55А та 9 МТ-ЛБТ
- 310-й мотострілецький полк: 49 Т-72, 117 БМП-2, 10 БМП-1, 7 БРМ-1К, 4 БТР-70, 12 2С1 «Гвоздика», 2 ПМ-38, 4 БМП-1КШ, 1 ПРП-3, 1 ПРП-4, 3 РХМ, 1 МТП-1, 2 БРЕМ-2, 2 Р-145БМ, 2 ПУ-12, 6 1В18, 2 МТ-55А та 4 МТ-ЛБТ
- 181-й танковий полк: 94 Т-72, 17 БМП-2, 1 БМП-1, 2 БРМ-1К, 12 2С1 «Гвоздика», 4 БМП-1КШ, 1 ПРП-3, 3 РХМ, 1 Р-145БМ, 2 ПУ-12, 1 МТУ-20 та 2 МТ-55А
- 849-й артилерійський полк: 37 2С3 «Акація», 12 БМ-21 «Град», 4 ПРП-3, 1 ПРП-4, 3 1В18, 1 1В19, 1 Р-145БМ та 1 Р-156БТР
- 257-й гвардійський зенітний артилерійський полк: ЗРК «Куб» (SA-6) та 1 Р-156БТР
- 509-й окремий протитанковий артилерійський дивізіон: 1 ПРП-3 та 15 МТ-ЛБТ
- 29-й окремий розвідувальний батальйон: 14 БМП-2, 9 БРМ-1К, 1 БТР-80, 10 БТР-70, 2 Р-145БМ та 1 Р-156БТР
- 56-й окремий батальйон зв'язку: 8 Р-145БМ, 1 Р-156БТР та 1 3С88
- 306-й окремий інженерно-саперний батальйон: 1 ІМР та 6 МТ-55А

## Нагороди дивізії
- 21.02.1978 — нагороджена Орденом Жовтневої Революції.